# Acamar
Acamar, (Theta Eridani / θ Eri) è una stella binaria situata nella costellazione dell'Eridano. Con una magnitudine apparente di +2,88 è la terza per luminosità nella costellazione (dopo Achernar e Cursa). La sua distanza dal sistema solare è di 161 anni luce.
Il suo nome deriva dall'arabo آخِر النَّهْر (ākhir an-nahr), che significa "la fine del fiume", alludendo alla sua foce; questo etimo è lo stesso di Achernar, Alfa Eridani, con la quale non va confusa.

## Osservazione
Si tratta di una stella situata nell'emisfero celeste australe. La sua posizione di circa 40° sotto l'equatore celeste fa sì che questa stella sia osservabile specialmente dall'emisfero sud, in cui si mostra alta nel cielo nella fascia temperata; dall'emisfero boreale la sua osservazione risulta invece più penalizzata, specialmente al di fuori della sua fascia tropicale. Essendo di magnitudine +2,88, la si può osservare anche dai piccoli centri urbani senza difficoltà, sebbene un cielo non eccessivamente inquinato sia maggiormente indicato per la sua individuazione.

## Caratteristiche fisiche
Acamar è una sistema binario, però con qualche evidenza che sia parte di un sistema multiplo. La principale, θ1 Eri (Acamar A), è una stella bianca di magnitudine +3,18 e di classe spettrale A3 IV-V; la compagna, θ2 Eri (Acamar B), è anch'essa bianca di magnitudine +4,11 e di classe spettrale A1 V.
Acamar A ha una massa pari a 2,6 volte quella del Sole, è 96 volte più luminosa ed ha appena iniziato ad espandersi verso lo stadio di gigante rossa, con un nucleo di elio al suo interno. È sospettata essere a sua volta una stella doppia.
Acamar B è invece una stella bianca di sequenza principale di classe A1V e di magnitudine 4,11, separata di 8,4 secondi d'arco da Acamar A; ha una massa leggermente inferiore alla compagna, il che gli ha permesso di rimanere più a lungo nella sequenza principale, in quanto una stella di minor massa brucia più lentamente il combustibile interno ed evolve meno rapidamente rispetto ad una stella di massa maggiore.